# St. Andreas (Lübeck)

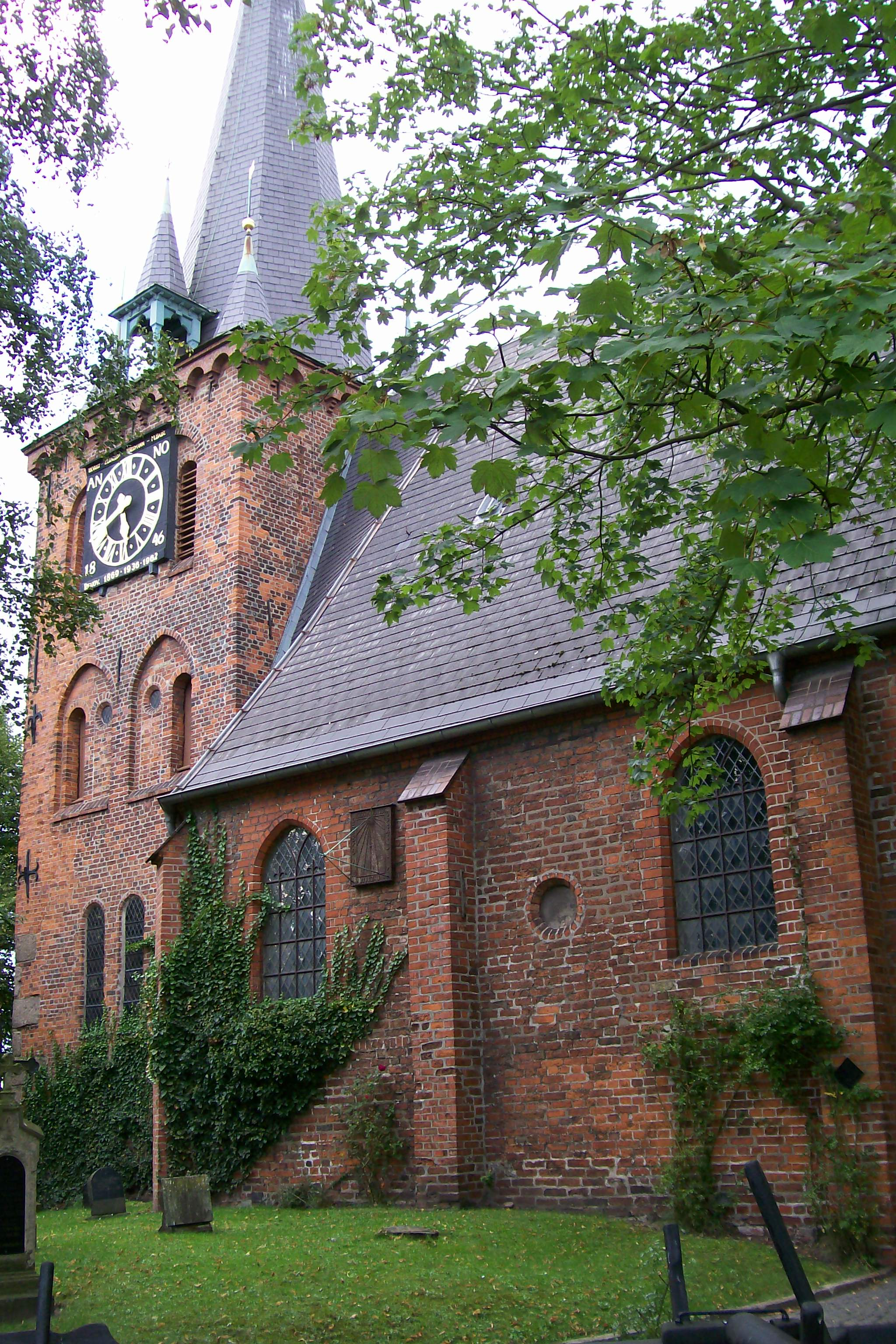
St. Andreas

St. Andreas ist eine evangelisch-lutherische Saalkirche der Backsteingotik im zur Hansestadt Lübeck gehörenden ehemaligen Fischerdorf Schlutup an der Trave.

## Geschichte
1425 wurde im damaligen Ort Vretup eine Kapelle urkundlich erwähnt, die zum Kirchspiel von St. Jakobi in Lübeck gehörte. 1436 bildete Schlutup ein eigenes Kirchspiel. Um diese Zeit wurde der Bau der St.-Andreas-Kirche begonnen, die dem Fischer-Apostel Andreas geweiht wurde.
Der oktogonale Saalbau mit einer Länge von 22 Metern und einer Breite von 12,30 Metern im Westen verjüngt sich nach Osten auf 11,30 Meter und erinnert an die Form einer Hansekogge. Der Kirchturm mit quadratischer Grundfläche wurde im späten 16. Jahrhundert angebaut; er wird auf einer Ortsansicht Schlutups von 1601 dargestellt. 1711 wurden während des Nordischen Kriegs gefangengenommene schwedische Soldaten in der Kirche gefangen gehalten. Die Kirche diente Mitte des 18. Jahrhunderts den Schlutuper Fischern auch als Versammlungsraum. 1806, als Schlutup von napoleonischen Truppen eingenommen wurde, hielten diese preußische Soldaten in der Kirche gefangen. Sie verwüsteten die Kirche. Die einst farbigen Wände sowie die Decke wurden 1924 weiß übermalt. Teile der Wandflächen wurden wieder freigelegt.

## Ausstattung
Der Barockaltar von 1716, vermutlich aus dem Umkreis von Hieronymus Hassenberg, mit dem Gemälde des Abendmahls und der auf Holz gemalten Darstellung des gekreuzigten Jesus mit Maria und Johannes war ein Geschenk des Lübecker Kaufmanns Adolf Brüningk. Der um 1500 entstandene gotische Flügelaltar eines unbekannten Künstlers mit dem Notnamen Meister des Schlutuper Altars, der zur Ausstattung der Kirche gehörte, wurde 1847 entfernt und befindet sich im Museum St.-Annen-Kloster Lübeck.
Ältestes Inventar der Kirche ist die Taufe. Die Kuppa aus gotländischem Sandstein stammt aus dem 13. Jahrhundert. Der Fuß wurde im 15. Jahrhundert erneuert. Asmus Witte, der 63 Jahre lang Küster der Kirche war und 1667 im Alter von 83 Jahren starb, stiftete 1641 den Deckel aus Holz. Ihm ist ein Epitaph gewidmet. Die Taufe wird bis heute benutzt.
Die Kanzel ist ein Werk im Übergang von Renaissance zum Barock des Tischlers Hans Silmann aus Lübeck, der sie 1649/1650 anfertigte. Der Schalldeckel stammt von einer früheren Kanzel; er wurde 1587 gestiftet und 1651 von Silmann überarbeitet. Die Tür zum Aufgang der Kanzel ist mit der Jahresangabe 1649 gekennzeichnet.
Neben dem Epitaph für den Küster Asmus Witte ist die Kirche mit Epitaphien der Pastorenfrau Regina Küsel († 1612) und des Pastors Rudolph Hinrichsen († 1672) ausgestattet. Ein lebensgroßes Porträt zeigt den Pastor Michael Leopold († 1691).
Den Renaissance-Kronleuchter im Mittelgang aus dem Jahr 1587 trägt einen Doppeladler und einen Doppellöwenkopf.

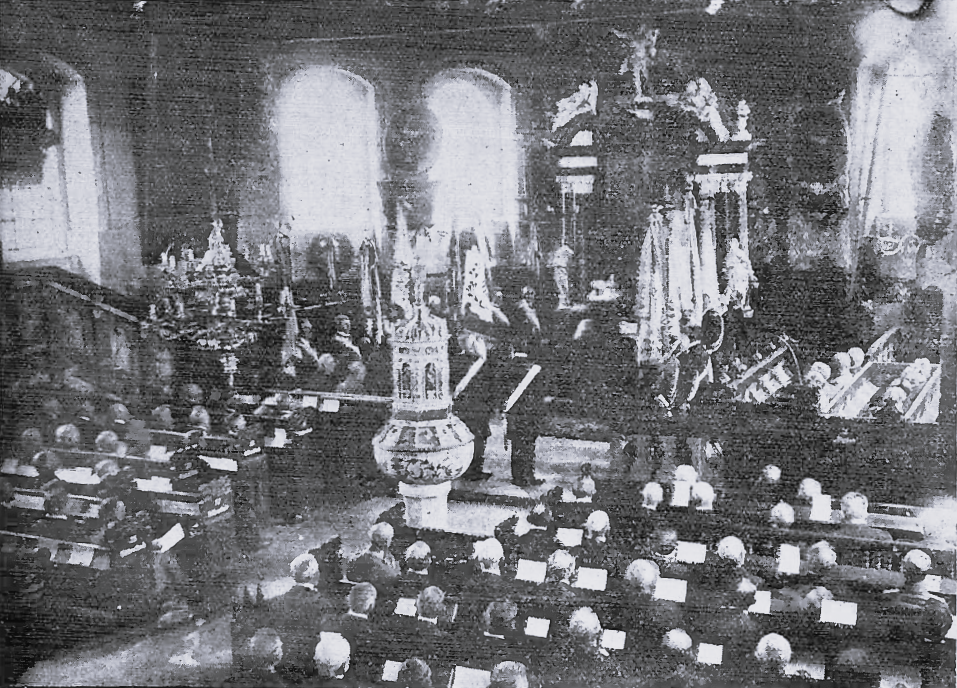
Innen (1918)

1905 wurde das Kirchengestühl, das bis dahin in drei Blöcken aufgestellt war, erneuert und in zwei Blöcken mit Mittelgang aufgeteilt. Wangen des alten Gestühls wurden dabei weiter verwendet. Die älteste erhaltene Wange stammt aus dem Jahr 1585. Eine Besonderheit dabei sind eingearbeitete Klappsitze zum Gang, die bis heute erhalten sind, aus Sorge vor Beschädigung aber befestigt wurden und nicht mehr benutzt werden können.
Die Kirche hat sechs farbige Glasfenster des 20. Jahrhunderts mit biblischen Motiven. Das erste mit der Darstellung des Kirchenpatrons Andreas wurde 1928 vom Fischindustriellen Gustav Herbst gestiftet. Weitere folgten 1936: Petri Fischzug, gestiftet von Albert Holst, Der Barmherzige Samariter, gestiftet vom Hawesta-Inhaber Hans Westphal, sowie Der Gute Hirte, gestiftet von Johannes Lenschow; und schließlich 1954 die Fenster links und rechts vom Altar: das Weihnachtsfenster Christi Geburt und das Osterfenster Christi Auferstehung. Die Entwürfe zu den Fenstern von 1936 und 1954 stammen vom Lübecker Maler Curt Stoermer. Alle Fenster wurden in der Lübecker Werkstatt Berkentien hergestellt.

### Orgel

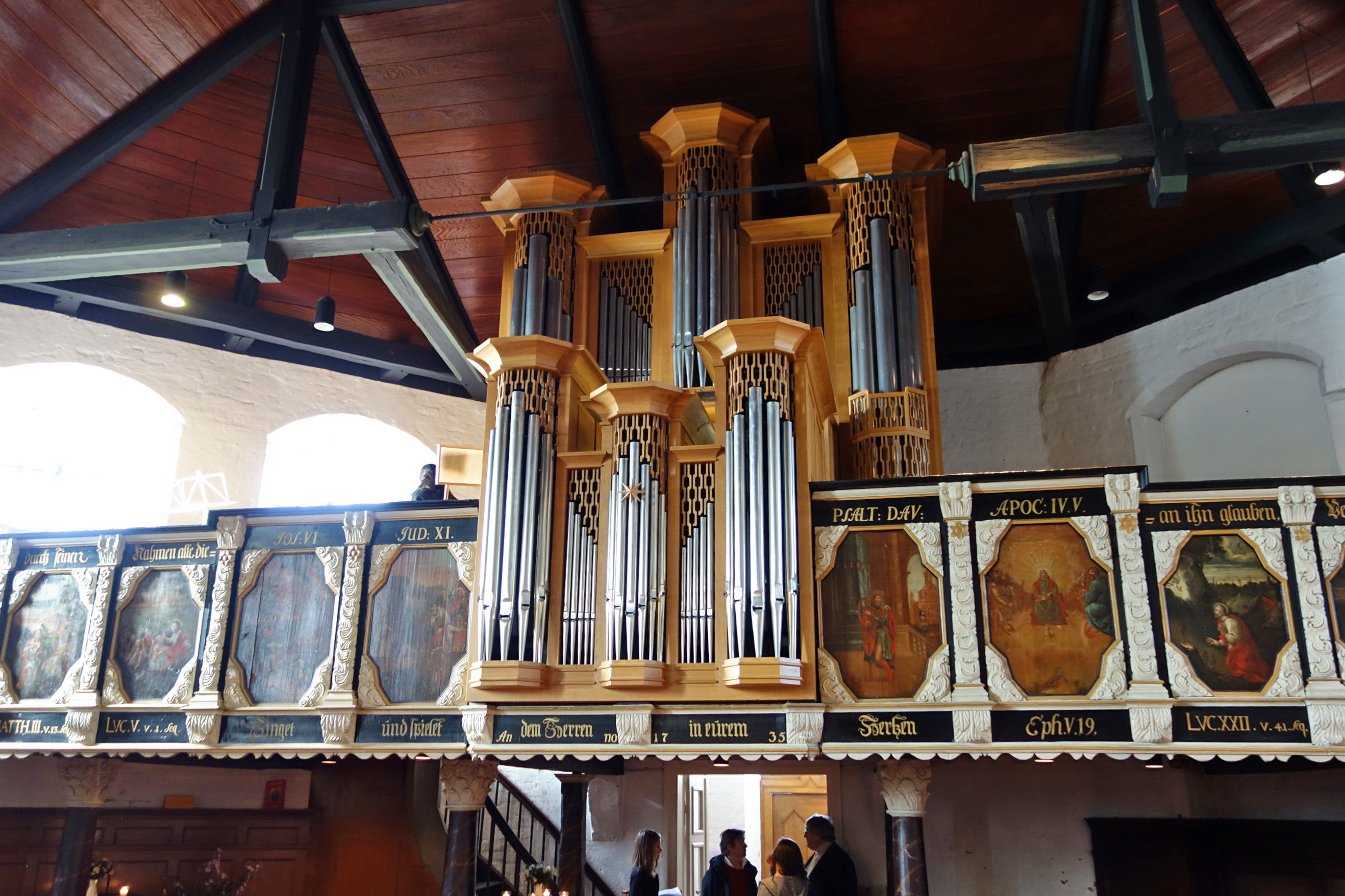
Bruhn-Orgel von 1989

Die älteste Orgel befand sich vermutlich bereits vor 1550 in der Kirche. Die Orgel von 1871, von den Orgelbauern Philipp Furtwängler & Söhne angefertigt, wurde 1989 durch einen Neubau ersetzt, der von der dänischen Orgelbaufirma P. Bruhn & Søn, Årslev-Rødekro, erbaut wurde. Das Schleifladen-Instrument hat 21 Register auf zwei Manualen und Pedal. Das Rückpositiv ist schwellbar. Die Spiel- und Registertrakturen sind mechanisch.
| I Hauptwerk C–g3 |            |    |
| 1.               | Prinzipal  | 8′ |
| 2.               | Spitzflöte | 8′ |
| 3.               | Oktave     | 4′ |
| 4.               | Rohrflöte  | 4′ |
| 5.               | Octave     | 2′ |
| 6.               | Mixtur IV  |    |
| 7.               | Trompete   | 8′ |

| II Schwell-Positiv C–g3 |             |        |
| 8.                      | Gedackt     | 8′     |
| 9.                      | Prinzipal   | 4′     |
| 10.                     | Koppelflöte | 4′     |
| 11.                     | Nasat       | 2 ⁄3′  |
| 12.                     | Waldflöte   | 2′     |
| 13.                     | Terz        | 1 3⁄5′ |
| 14.                     | Scharff III |        |
| 15.                     | Cromorne    | 8′     |
|                         | Zimbelstern |        |
|                         | Tremulant   |        |

| Pedal C–f1 |                    |     |
| 16.        | Subbass            | 16′ |
| 17.        | Oktavbass          | 8′  |
| 18.        | Choralflöte        | 4′  |
| 19.        | Nachthorn          | 2′  |
| 20.        | Fagott             | 16′ |
| 21.        | Trompete (= Nr. 7) | 8′  |

- Koppeln: I/P, II/P

### Glocken
Im Turm befindet sich ein besonderes Geläut mit hohem Wiedererkennungswert. Es besteht aus drei historischen Läuteglocken und der historischen Beichtglocke am äußeren Turmhelm. Die zwei großen Läuteglocken wurden von Matthias Benningk in den Jahren 1590 und 1597 gegossen und haben fast exakt denselben Schlagton. Die kleine Läuteglocke ist ein Werk von dem Gießer Johann David Kriesche, er goss sie 1772 auf dem Hof des Lübecker Ratsgießhaus. Die größte der drei Glocken ging 1908 an den Vorwerker Friedhof, wo sie bis zum Jahr 1942 zu Beerdigungen läutete. Im Jahr 1908 bekam die Andreaskirche eine neue große Glocke von der Lübecker Glockengießerei M & O Ohlsson, sie hatte einen Durchmesser von 0,91 m. Diese Glocke wurde im Zweiten Weltkrieg zu Rüstungszwecken eingeschmolzen. Nach dem Krieg kam die große Benningk-Glocke vom Hamburger Glockenfriedhof zurück nach Schlutup und die Kapelle vom Vorwerker Friedhof bekam eine Eisenhartgussglocke der Firma Weule.
| Nr. | Schlagton | Gussjahr | Gießer                | Durchmesser (mm) | Gewicht (kg) | Inschrift |
| --- | --------- | -------- | --------------------- | ---------------- | ------------ | --- |
| 1   | e1        | 1597     | Matthias Benningk     | 1220             | 2338         | HANS · WISSER · MARKES · HVMBORCH · IVRIEN · NIMAN · VORSTENDER DER · KERKEN · THO · SLVCVP · MATTIAS BENNING ANNO·1597 · IN · LVBECK · LAMBERTVS · RISWICK·PASTOR |
| 2   | e1        | 1590     | Matthias Benningk     | 1120             | 1638         | ANNO.1590 . HEBBEN . DE . ERSAMEN . MENNER . HANS . WISER . MARCVS . HOMBORCH . VND . IVRGEN . NIEMAN + + KARCKSVAREN . THO . SLVCKVP . DVSSE . KLOCKE . DORCH . MATTIAS . BENNINCK . IN . LVBECK . GETEN . LATEN |
| 3   | g1        | 1772     | Johann David Kriesche | 920              | 874          | ANNO 1772. IST DIESE GLOCKE DURCH JOHANN DAVID KRIESCHE IN LÜBECK UMGEGOSSEN WORDEN. ZU WELCHER ZEIT THOMAS GOTTHARD NEUMEYER PASTOR UND DIE EHRSAMEN MÄNNER IOCHIM HAGEN. FRANZ WILLCKEN. PAUL LANGLOFF. PETER VAGT. VORSTEHER DER KIRCHEN ZU SLUKUP WAREN. SO OFFT DEIN SCHALL. DURCH UNSRE OHREN BRICHT. SEY UNSER HERTZ AUF GOTT. UND UNSERN TODT GERICHT. |
| 4   | –         | 1559     | Karsten Middeldorp    | 650              | –            | ANO 1559 GOET MI KARSTEN MIDDELDORP VERBVM DONI MANET IN AETERNVM |

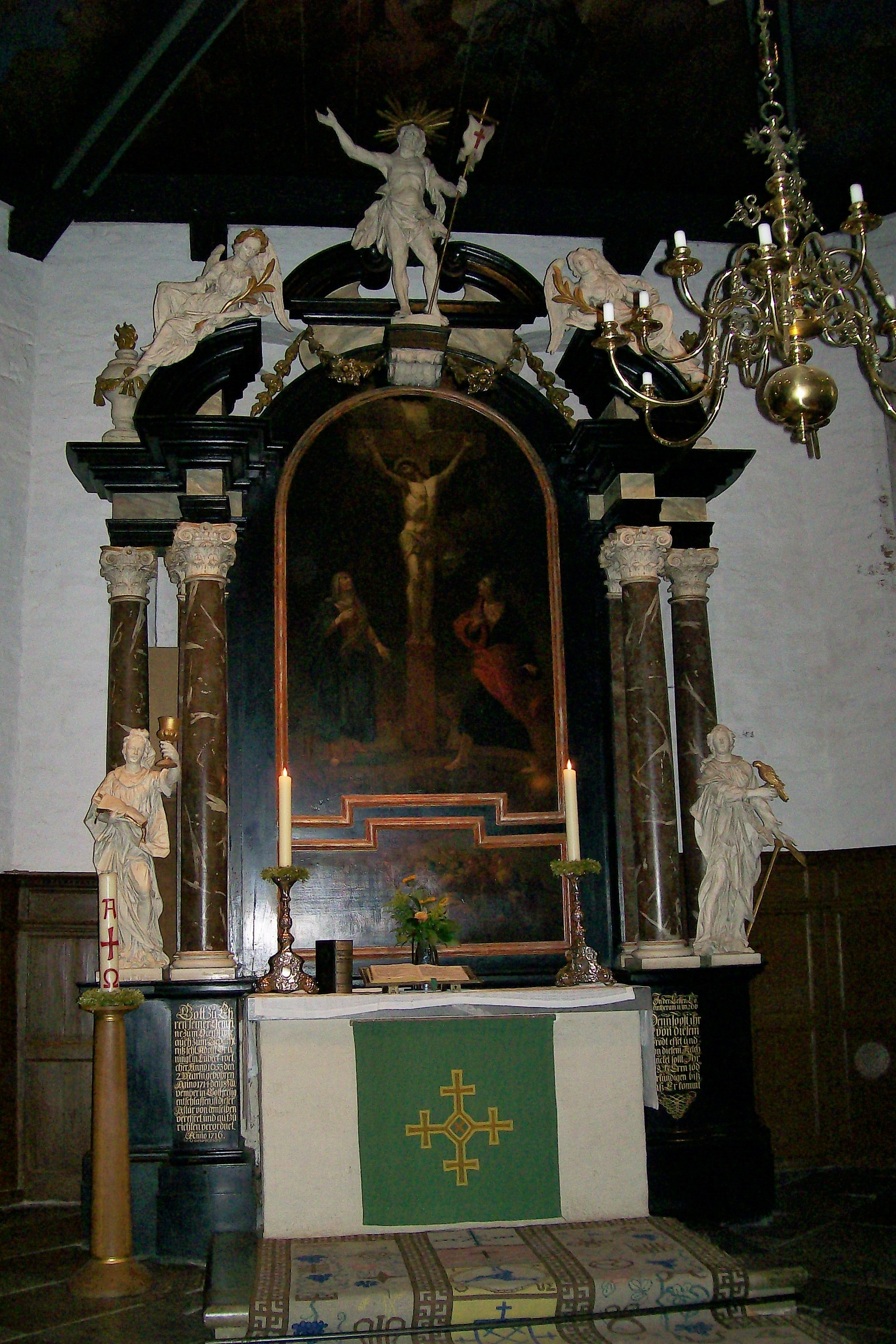
Barocker Altar von 1716
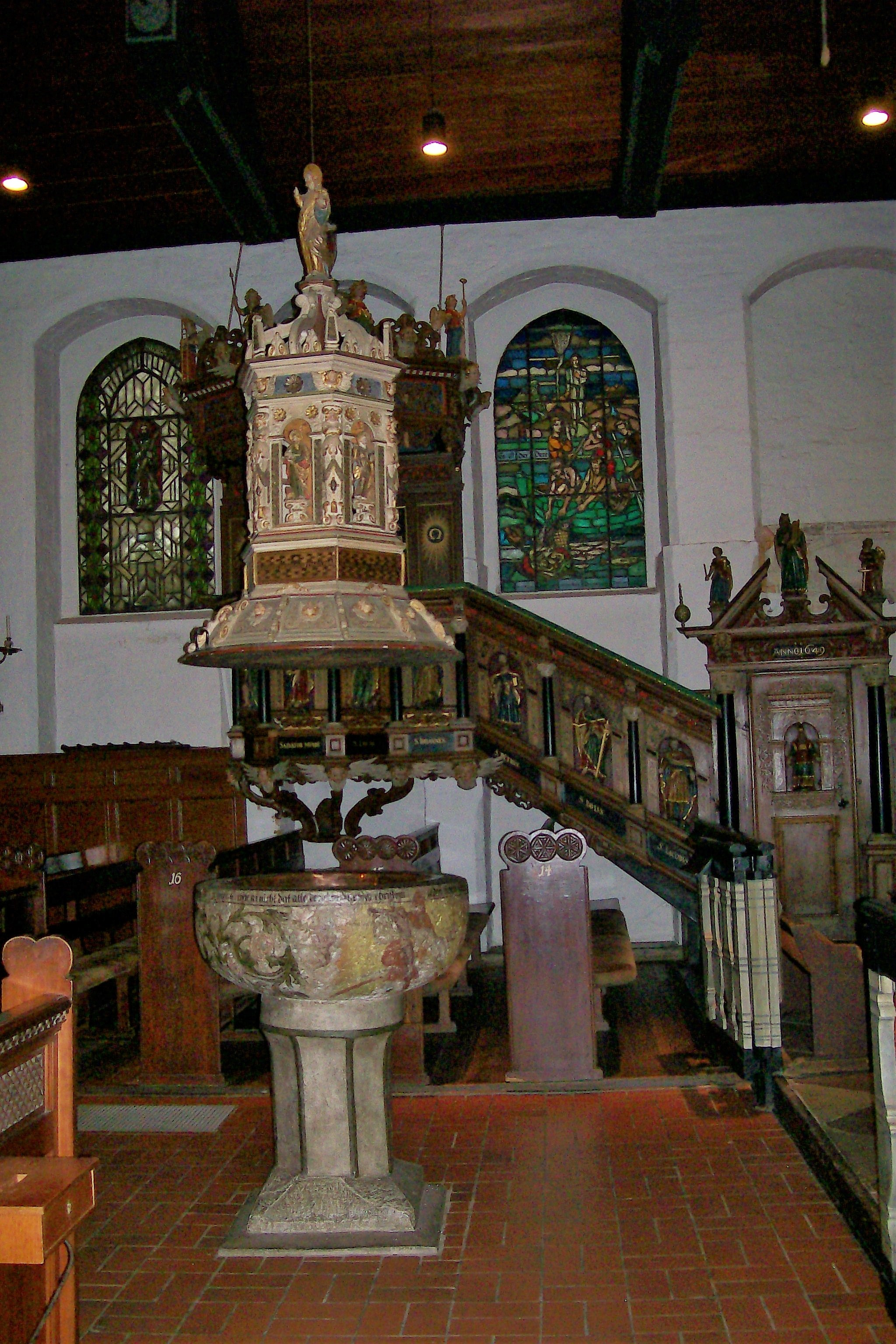
Taufe mit Kuppa aus dem 13. Jahrhundert
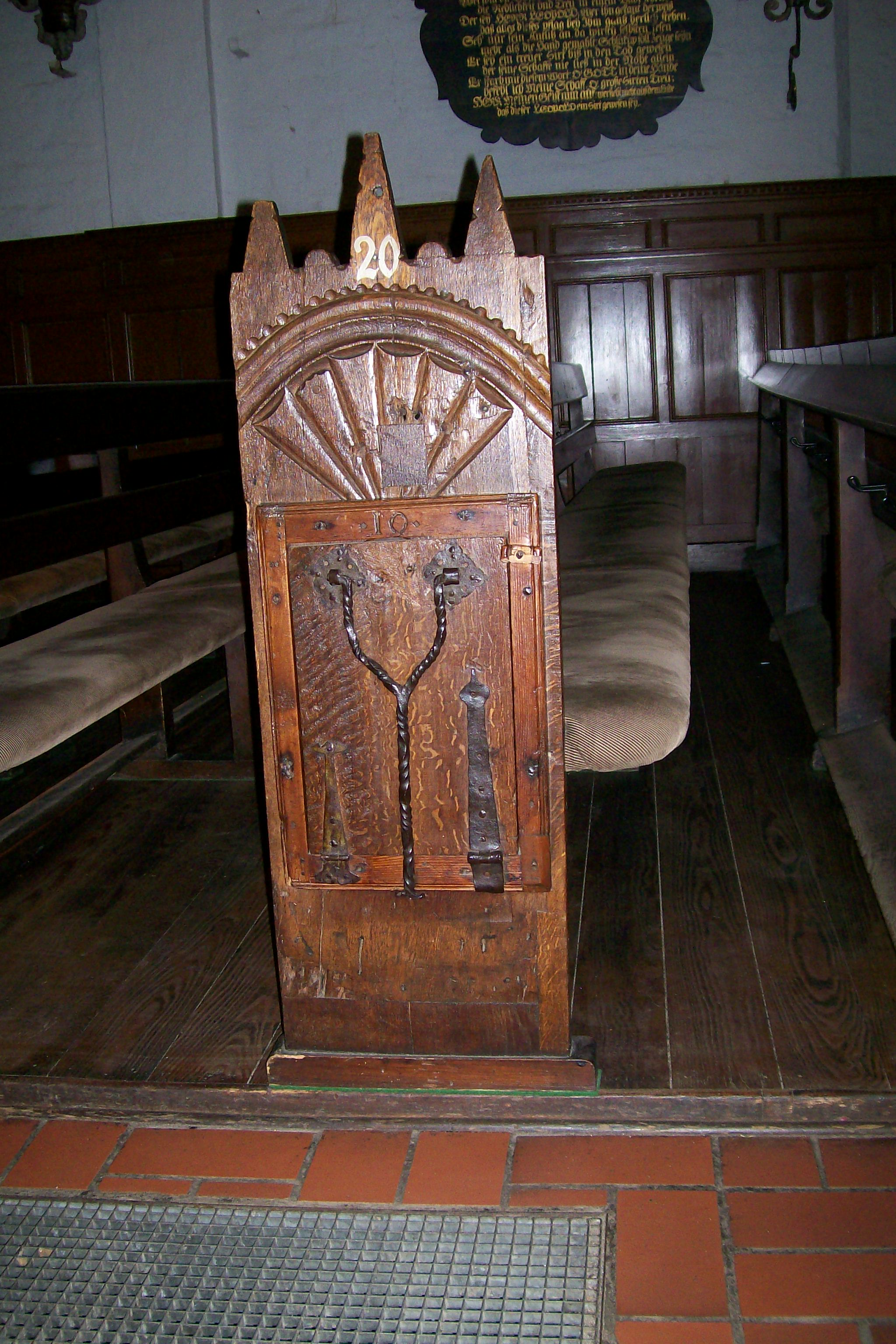
Bankwange mit Klappsitz

## Kirchhof

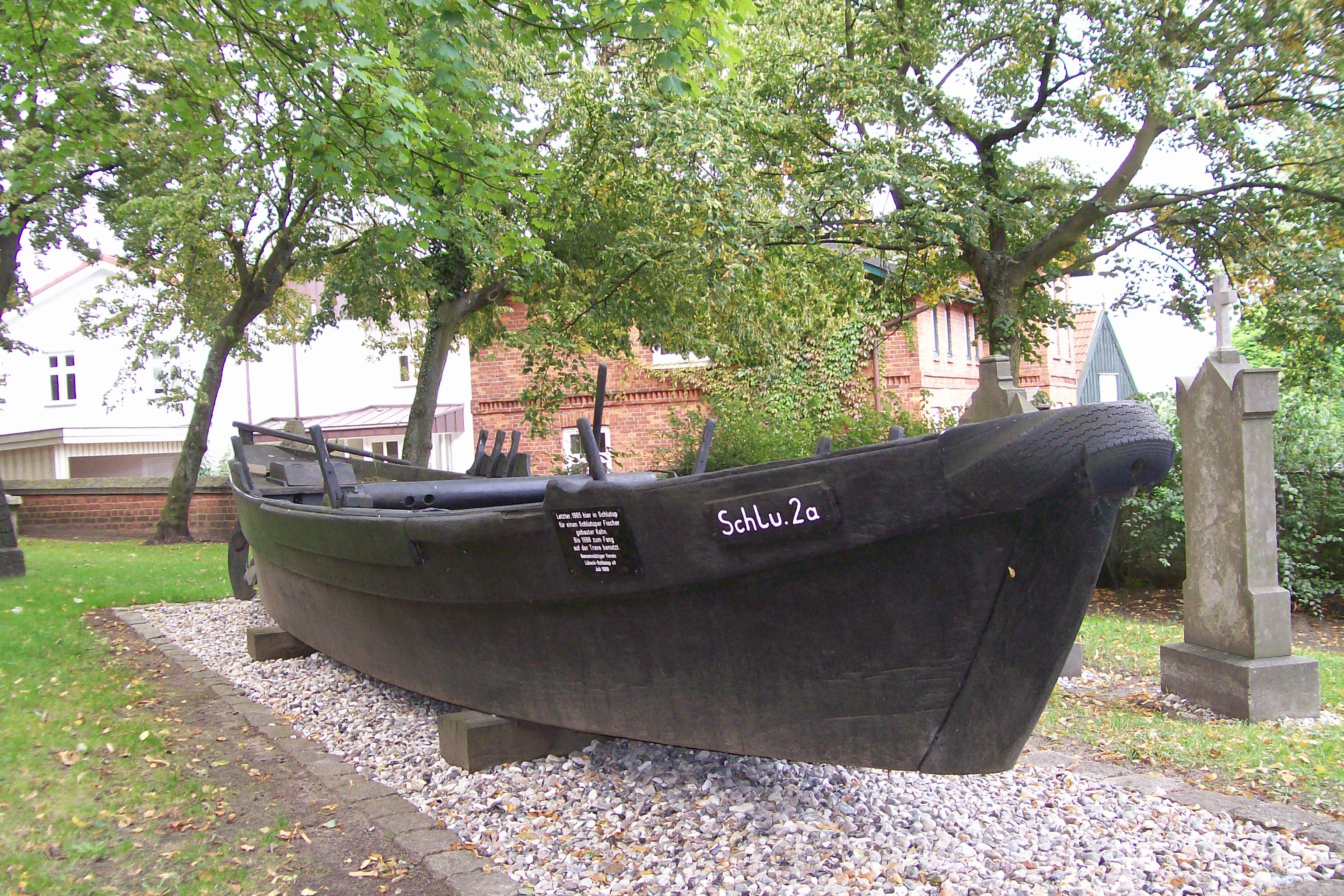
Fischerboot von 1965 auf dem Kirchhof

Auf dem Kirchhof ist ein Fischerboot aufgestellt, das 1965 gebaut wurde und der letzte seiner Art in Schlutup hergestellte Kahn war, mit dem Schlutuper Fischer in der Trave Fisch fingen. Das Boot wurde bis 1986 eingesetzt und der Kirche im Juli 1988 vom Gemeinnützigen Verein Lübeck-Schlutup gestiftet.

## Pastoren
- Christian Bonne[4]
- Hinrich Fredeland (Vredelant?), wurde 1562 Prediger an der Jakobikirche (Saliger-Streit)
- Tidemann Provesting
- Diderich NN
- Christian Sprenger († 1572)
- Lambert Risewick, vorher Pastor an St. Servatius in Selent, 1573–1599
- Johann Oerling, vorher Pastor an der Marienkirche in Bergen, erwählt 1600; † 1611 in der Burg in Lübeck
- Johann Küsel, vorher an St. Lorenz (Travemünde) und ab 1610 zur Unterstützung Oerlings in Schlutup, ging 1626 nach Travemünde zurück
- Magister Christoph Bostel, 1626–1629, dann Prediger an der Lübecker Marienkirche
- Hermann Rodberg, 1629–1654
- Magister Rudolph Hinrichsen, Sohn des Lübecker Ratssekretärs Johannes Heinrichs (Jurist), 1654–1672
- Johann Köhn, 1673–1676
- Michael Leopoldi, vorher Prediger in Hamberge, 1677–1691
- Meno Müller, 1691–1714
- Hinrich Christoph Steinfeld, 1714–1727
- Otto Albert Blank, 1728–1758
- Thomas Gotthard Neumeyer, 1755–Jan. 1793 (†)[5]
- Christian Ludwig Rüdinger (* 1749 in Mummendorf; † 1840 in Lübeck), 1793–?[5]
- Gottfried Andreas Sartori, 1825–1828, dann Pastor an der Kirche Nusse
- Marcus Jochim Carl Klug, 1828–1839
- Christian Diederich Bonaventira von Großheim 1840–1877
- Heinrich Wilhelm Gerhard Fischer 1877–1916
- Siegfried Christian Eberhard Hafermann 1917–1929
- Richard Karl Gustav Walter Fischer 1930–1947
- Martin Hesekiel 1947–

## Organisten
- Joachim Maaß (Heimatforscher)